# Mallos nigrescens
Mallos nigrescens là một loài nhện trong họ Dictynidae.
Loài này thuộc chi Mallos. Mallos nigrescens được Lodovico di Caporiacco miêu tả năm 1955.